# Sverges kommunistiska parti (1924)
Sverges kommunistiska parti är ett historiskt politiskt parti som existerade 1924 - 1926 och leddes av Zeth Höglund. Den ovanliga stavningen av "Sverige" i partinamnet följde ett dåtida förslag till stavningsreform som många inom den politiska vänstern uppskattade.
Höglund som hade blivit utesluten ur SKP 1924 bildade då ett eget självständigt kommunistparti med ca 5000 medlemmar.[källa behövs] 1926, efter Hjalmar Brantings död, gick partiet samman med SAP.